# Rete elettrica

Schema della rete elettrica: dalla produzione alla distribuzione

La rete elettrica è un'infrastruttura complessa che consente il trasferimento dell'energia elettrica dagli impianti di produzione agli utenti finali, attraverso una gerarchia di reti di trasmissione e distribuzione. Nata alla fine del XIX secolo con le prime reti locali in corrente continua, si è evoluta in una rete interconnessa su vasta scala, principalmente in corrente alternata, capace di garantire il bilanciamento continuo tra produzione e consumo.

## Storia

### Introduzione
Prima della diffusione della rete elettrica, l'energia elettrica veniva generalmente prodotta in prossimità del dispositivo o del servizio che la utilizzava, attraverso piccoli generatori isolati. Questo modello decentralizzato fu progressivamente abbandonato con lo sviluppo delle reti di trasmissione, che permisero di centralizzare la produzione in impianti più efficienti e di distribuirla su larga scala agli utenti finali. 
Fino al 1880, l'elettricità non era ancora ampiamente utilizzata, e si preferivano fonti come il vapore, l'energia idraulica e il gas di carbone. Quest'ultimo veniva inizialmente prodotto in loco, direttamente nei locali dei consumatori. In seguito, furono sviluppati impianti centralizzati di gassificazione, che sfruttavano le economie di scala, ma richiedevano la realizzazione di reti rudimentali per distribuire il gas a più utenze.
Durante il processo di industrializzazione, le città costruirono le prime reti di distribuzione non per l'elettricità, ma per il gas utilizzato nell’illuminazione. Col tempo, tuttavia, emerse l’inefficienza delle lampade a gas: producevano una quantità limitata di luce, generavano un’elevata dispersione di calore e comportavano rischi significativi per la salute, a causa di frequenti fuoriuscite di idrogeno e monossido di carbonio. Gli ambienti in cui erano installate tendevano a diventare caldi, fumosi e malsani.
A partire dal 1880, l’illuminazione elettrica iniziò a essere progressivamente preferita nelle città industrializzate, grazie alla maggiore efficienza e sicurezza rispetto al gas. Di conseguenza, la produzione e la distribuzione del gas per usi illuminotecnici furono gradualmente sostituite da quelle dell’energia elettrica.
Grazie alle economie di scala, le società di servizi elettrici adottarono un modello basato sulla generazione centralizzata dell’energia elettrica, occupandosi della sua produzione, trasmissione, distribuzione e gestione. La possibilità di trasmettere energia su lunghe distanze rese inoltre possibile l’interconnessione tra stazioni geograficamente distanti, facilitando il bilanciamento dei carichi e migliorando i fattori di carico dell’intero sistema.

### Nel Regno Unito
Nel 1901, nel Regno Unito, Charles Hesterman Merz, partner dello studio di consulenza Merz & McLellan, realizzò la centrale elettrica di Neptune Bank, nei pressi di Newcastle upon Tyne, una delle prime centrali a utilizzare la corrente alternata per la distribuzione su larga scala. Nel 1912 fu progettato e messo in funzione, sempre sotto la sua supervisione, il più grande sistema di alimentazione elettrica in Europa. Nel 1918, Merz fu nominato presidente di una commissione parlamentare e le sue conclusioni contribuirono alla stesura della cosiddetta "Relazione Williamson", un documento fondamentale per la pianificazione e lo sviluppo del sistema elettrico nazionale britannico.
Un anno dopo, Merz presentò una proposta di legge per l’approvvigionamento elettrico, che rappresentò il primo passo verso la creazione di un sistema elettrico integrato nel 1926. La legge sull’energia elettrica portò all’istituzione della "Rete di Trasmissione Nazionale". Il Consiglio Centrale Elettrico standardizzò la fornitura di energia elettrica a livello nazionale, istituendo la prima rete a corrente alternata (AC) operante a 132 kilovolt (kV) e frequenza di 50 hertz (Hz).
Nel 1938 il Consiglio Centrale Elettrico iniziò a operare come un sistema elettrico nazionale integrato, noto come la National Grid.

### Negli USA
Negli Stati Uniti, a partire dal 1920, vari enti intrapresero collaborazioni per condividere la copertura dei carichi di picco e garantire una fornitura più affidabile di energia elettrica. Nel 1934, con l’approvazione del "Public Utility Holding Company Act", le utenze elettriche furono riconosciute come servizi essenziali e sottoposte a normative che ne regolamentarono le operazioni e la supervisione.
Successivamente, nel 1992, l’Energy Policy Act stabilì che la proprietà delle linee di trasmissione fosse separata da quella delle società di generazione elettrica, consentendo il libero accesso alla rete. Questo provvedimento portò a una ristrutturazione del settore elettrico, finalizzata a promuovere la concorrenza nella produzione di energia. Di conseguenza, le utenze elettriche non furono più gestite come monopoli verticali, in cui generazione, trasmissione e distribuzione erano controllate da un’unica azienda. Attualmente, queste tre fasi possono essere affidate a diverse imprese, al fine di garantire un accesso equo alle reti di trasmissione ad alta tensione..
L’Energy Policy Act del 2005 ha introdotto incentivi e garanzie sui prestiti per la produzione di energie rinnovabili e ha promosso l’adozione di tecnologie innovative finalizzate a ridurre le emissioni di gas serra.

### In Francia
In Francia, l’elettrificazione iniziò intorno al 1900, con 700 comune serviti nel 1919 e 36.528 nel 1938. Contemporaneamente, le reti locali iniziarono a essere interconnesse: Parigi nel 1907 a 12 kV, i Pirenei nel 1923 a 150 kV e, nel 1938, quasi tutte le reti del paese erano connesse a 220 kV, rendendo la Francia la nazione con la rete più estesa e densa al mondo nel 1946. In quell’anno, la nazionalizzazione dell’industria elettrica portò all’acquisizione delle aziende private nella società statale Électricité de France. La frequenza fu standardizzata a 50 Hz e la rete a 225 kV sostituì progressivamente le linee a 110 e 120 kV.
Dal 1956, la tensione di distribuzione in bassa tensione fu standardizzata a 220/380 V, sostituendo il precedente sistema a 127/220 V. Negli anni ’70 fu introdotto il nuovo standard europeo per la trasmissione ad alta tensione a 400 kV.

### In Italia
In Italia, tra il 1898 e il 1962, le attività di produzione e distribuzione dell’energia elettrica erano gestite da alcuni gruppi oligopolistici. Nel 1962 avvenne la nazionalizzazione del settore con la creazione di ENEL.
Il processo di liberalizzazione del settore elettrico in Italia ebbe inizio nel 1999 con il Decreto Bersani, che recepì una direttiva comunitaria volta alla liberalizzazione del mercato. Negli anni successivi, le attività di distribuzione dell’energia furono separate da quelle di produzione e vendita. Il trasporto dell’energia sulle reti ad alta e altissima tensione è gestito da TERNA, mentre la distribuzione in media e bassa tensione è affidata ai distributori locali. Il principale distributore italiano è e-distribuzione SpA, che ha ereditato la rete precedentemente gestita da ENEL. Tra gli altri distributori importanti figura ACEA, che opera in diverse aree, tra cui molte zone del comune di Roma.

## Caratteristiche
Per Rete Elettrica si intende una rete elettrica di potenza collegata a centrali elettriche, che inizialmente producono energia elettrica, la quale poi viene trasportata ad alta tensione (rete di trasmissione) fino a cabine elettriche di trasformazione a media e bassa tensione, e da qui fino ai punti dove si trova la domanda attraverso le linee di distribuzione che così raggiungono i singoli clienti/utenti finali (rete di distribuzione).
Le centrali elettriche sono spesso collocate vicino a una fonte di energia, come impianti a combustibile fossile, dighe o strutture che sfruttano fonti di energia rinnovabile, e sono generalmente situate lontano da aree densamente popolate. La loro dimensione consente di sfruttare le economie di scala. La potenza elettrica viene generata ad alta tensione, riducendo le perdite per dissipazione durante il trasporto sulla rete di trasmissione.
La rete di trasmissione della potenza elettrica collega punti anche geograficamente distanti e può attraversare confini internazionali. Questa rete si estende ininterrottamente dal produttore fino alla sottostazione del cliente all’ingrosso, che generalmente è una società proprietaria della rete locale di distribuzione di energia elettrica. Arrivata alla sottostazione, la potenza elettrica viene trasformata dall’alta tensione di trasmissione a un livello di tensione medio, adeguato alla distribuzione. La rete a media tensione si articola in cabine di distribuzione, da cui si dirama il cablaggio di distribuzione. Infine, all’arrivo presso il punto di consumo, la tensione viene ulteriormente ridotta da quella di distribuzione alla tensione richiesta dal servizio.

### Geografia delle reti di trasmissione

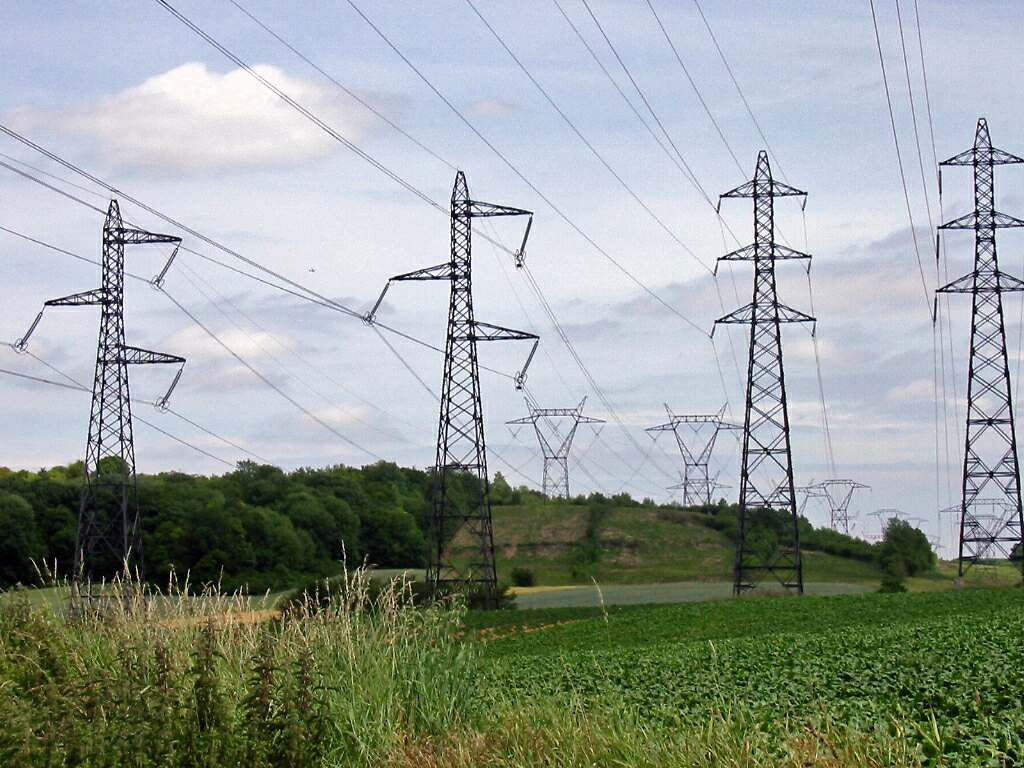
Elettrodotto

Le reti di trasmissione sono strutturalmente complesse e caratterizzate da un elevato grado di magliatura, che consente molteplici percorsi per il flusso di energia e aumenta l’affidabilità del sistema.
Una rete sincrona è costituita da un insieme di aree che operano tutte in corrente alternata (AC) a frequenza sincronizzata. Questo permette la trasmissione di energia su tutta la zona e il collegamento di numerosi generatori e consumatori, favorendo un mercato elettrico più efficiente. In una rete sincrona, tutti i generatori funzionano non solo alla stessa frequenza, ma anche in fase. Ciascun generatore è regolato localmente tramite un regolatore che controlla la coppia motrice, gestendo l’alimentazione di vapore alla turbina. Generazione e consumo devono essere costantemente bilanciati sull’intera rete, poiché l’energia elettrica viene consumata quasi istantaneamente al momento della sua produzione. L’energia può essere immagazzinata solo per tempi molto brevi — dell’ordine dell’inverso della frequenza di esercizio, circa 2 millisecondi — sotto forma di energia cinetica rotazionale accumulata nei generatori.
Un guasto significativo in una parte della rete, se non compensato tempestivamente, può provocare un'inversione della direzione della corrente che fluisce dai restanti generatori verso i consumatori su linee di trasmissione con capacità insufficiente, causando ulteriori guasti. Un aspetto negativo delle reti ampiamente interconnesse è quindi il rischio di guasti a cascata e conseguenti interruzioni diffuse di corrente, i cosiddetti «blackout».
L’autorità centrale è un organismo incaricato di facilitare la comunicazione e sviluppare protocolli per mantenere la stabilità della rete. Ad esempio, la North American Electric Reliability Corporation (NERC) ha acquisito poteri vincolanti negli Stati Uniti nel 2006 e svolge funzioni consultive nelle regioni applicabili, anche del Canada e del Messico. Il governo degli Stati Uniti ha inoltre identificato i National Interest Electric Transmission Corridors, aree in cui si ritiene si siano sviluppati i colli di bottiglia nella trasmissione elettrica.
Alcune aree, come le comunità rurali in Alaska, non sono connesse a una rete di grandi dimensioni, ma si basano invece su generatori diesel locali.
Le linee in corrente continua ad alta tensione (HVDC) possono essere utilizzate per collegare due reti in corrente alternata che non sono sincronizzate tra loro. Questo permette l’interconnessione senza la necessità di sincronizzare aree estese, offrendo maggiore flessibilità e controllo nella gestione del flusso di energia.

### Struttura delle reti di distribuzione

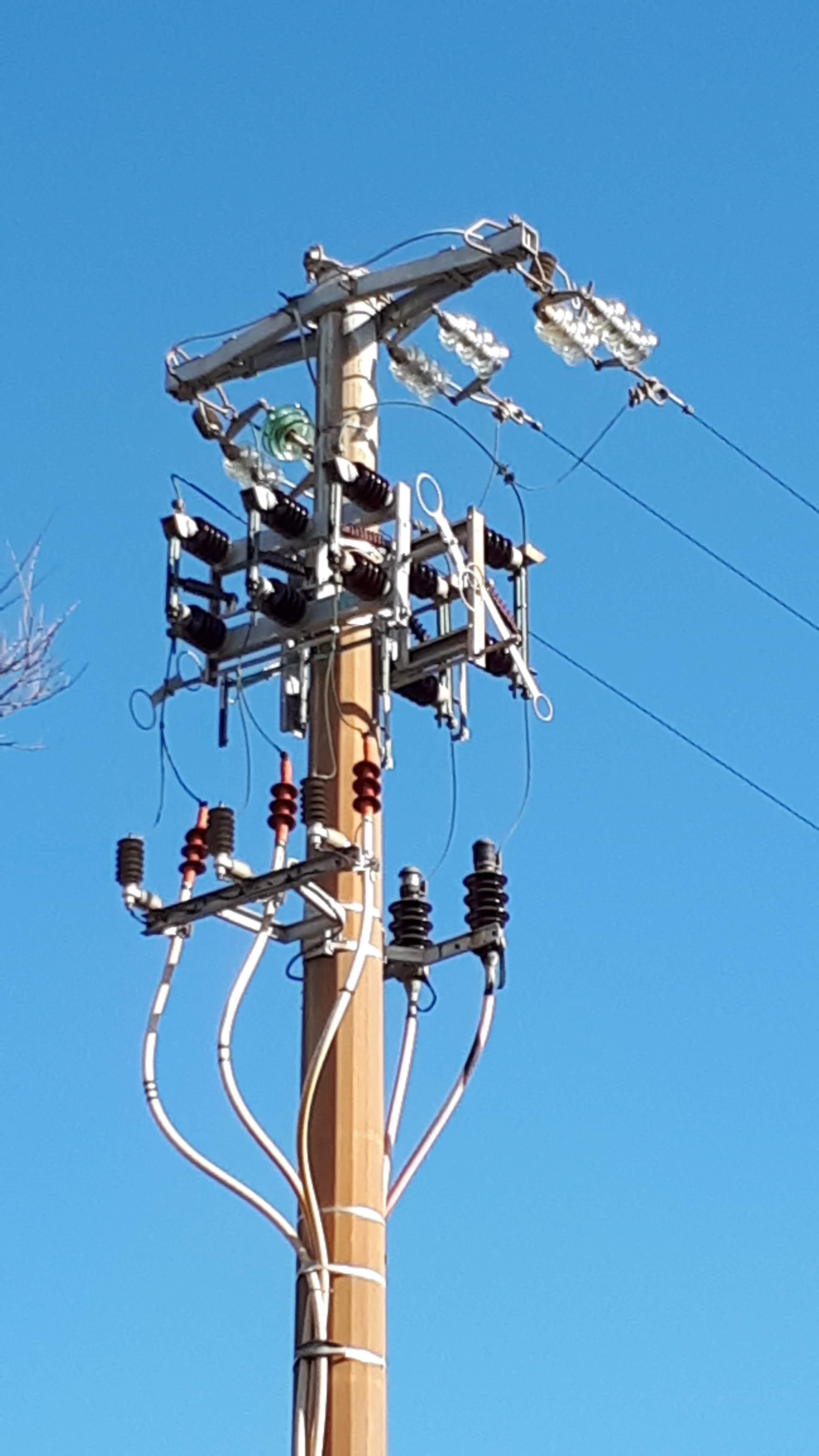
Linea elettrica aerea a media tensione che alimenta due linee in cavo dotate di relativi sezionatore

La configurazione di una rete elettrica può variare in base al budget disponibile, ai requisiti di affidabilità del sistema e alle caratteristiche del carico e della generazione. La struttura fisica della rete è spesso influenzata dalla tipologia del terreno e dalla sua geologia. Le reti di distribuzione si dividono principalmente in due tipologie: reti debolmente magliate con esercizio radiale per la parte in media tensione (MT) e reti radiali per la bassa tensione (BT)..
La rete in media tensione (MT) ha origine generalmente da un unico punto di alimentazione, corrispondente al trasformatore AT/MT situato in cabina primaria. Da questo punto si dipartono diverse linee in media tensione che raggiungono le cabine secondarie di trasformazione, suddivise in pubbliche, che alimentano principalmente carichi residenziali, e private, che forniscono energia a utenti con fornitura in MT.
La maggior parte delle reti di trasmissione garantisce un’affidabilità elevata anche con topologie meno complesse rispetto a quelle a maglia. Tuttavia, il costo delle reti a maglia ne limita l’impiego soprattutto nelle reti di trasmissione e distribuzione in media tensione. Eventuali sovraccarichi di energia che causano guasti possono essere gestiti deviando temporaneamente l’alimentazione, mentre i tecnici intervengono per riparare la linea danneggiata, che viene disattivata. Tra le altre configurazioni utilizzate vi sono i sistemi ad anello (loop), diffusi soprattutto in Europa.
Nelle città e nei paesi del Nord America, la rete di distribuzione tende a seguire una configurazione a raggiera. Una sottostazione riceve l’alimentazione dalla rete di trasmissione; l’energia passa attraverso un trasformatore e viene inviata agli alimentatori che si diramano in varie direzioni verso le aree rurali circostanti. Questi alimentatori, che trasportano energia trifase, seguono generalmente le principali vie di comunicazione nelle vicinanze della sottostazione. La struttura ad albero si estende dalla sottostazione verso l’esterno e, per motivi di affidabilità, è di norma dotata di almeno una connessione di backup verso una sottostazione vicina. Tale connessione può essere attivata in situazioni di emergenza, consentendo ad una parte del territorio servito da una sottostazione di essere alimentata alternativamente da un’altra.

### Ridondanzae definizione di "rete"
Una città è considerata collegata alla rete quando dispone di più fonti di alimentazione ridondanti, solitamente fornite tramite linee di trasmissione a lunga distanza. Queste linee utilizzano trasformatori per elevare la tensione, riducendo così le perdite di energia durante il trasporto.
Tuttavia, questo livello di ridondanza è limitato; esistono reti nazionali o regionali che forniscono principalmente interconnessioni tra servizi, utilizzabili anche quando la ridondanza è disponibile. Il punto esatto in cui una struttura di alimentazione diventa una rete è arbitrario. Inoltre, il concetto di rete nazionale risulta ormai superato in molte aree del mondo, poiché i cavi di trasmissione attraversano frequentemente i confini nazionali. Pertanto, si preferisce utilizzare il termine «rete di distribuzione» per le connessioni locali e «rete di trasmissione» per il trasporto a lunga distanza, anche se «rete nazionale» resta spesso impiegato per indicare l’insieme complessivo.

## Rete interconnessa
Le utenze elettriche tra le regioni sono spesso interconnesse allo scopo di ridurre i costi e aumentare l’affidabilità. Gli utilizzatori possono utilizzare energia generata in regioni anche molto distanti, al fine di assicurare continuità, energia affidabile e diversificare i loro carichi.
Le interconnessioni permettono di sfruttare le economie di scala e di acquistare energia da grandi fonti efficienti, garantendo alle regioni l’accesso a energia elettrica a basso costo proveniente da diverse fonti. Ad esempio, una regione può produrre energia idroelettrica a basso costo durante i periodi di alta marea, mentre in stagioni di bassa marea un’altra regione potrebbe beneficiare di energia eolica più conveniente. Questo consente a entrambe le regioni di accedere a fonti energetiche più economiche nei vari periodi dell’anno e di sostenersi reciprocamente durante i periodi di bassa produzione..

## Infrastrutture originarie
Nonostante nuovi accordi istituzionali e progetti di ammodernamento, le infrastrutture originarie per l’erogazione di potenza della rete elettrica continuano a invecchiare in molte parti del mondo.
I principali fattori che incidono sullo stato attuale della rete elettrica e ne determinano le conseguenze sono:
- Attrezzature di rete obsolete – le componenti più vecchie presentano tassi di guasto più elevati, causando interruzioni della fornitura che impattano sia l’economia sia la società; inoltre, gli impianti e le strutture più datate sono generalmente di dimensioni maggiori e richiedono costi più elevati per esercizio, manutenzione e ispezione.
- Impianti di sistema obsoleti – nelle aree più vecchie sarebbero necessarie sottostazioni aggiuntive e diritti di passaggio spesso difficili da ottenere; di conseguenza si sfruttano al massimo le strutture esistenti, che però risultano insufficienti.
- Ingegneria obsoleta – gli strumenti tradizionali di pianificazione e gestione della potenza non sono efficaci nell’affrontare i problemi derivanti dall’uso di apparecchiature vecchie, impianti di sistema obsoleti e dai moderni livelli di carico deregolamentati, nettamente diversi dalle condizioni teoriche per cui gli impianti furono progettati.
- Progettazione – l’ingegneria operativa dei sistemi originari si basava su concetti e procedure efficaci finché i sistemi erano integrati verticalmente; con il passaggio a un settore deregolamentato, tali problematiche si sono aggravate, peggiorando le prestazioni complessive.[9].

## Tendenze moderne
Con il XIX secolo si amplia il settore dei servizi elettrici, che cerca di trarre vantaggio da nuovi approcci per soddisfare la crescente domanda di energia. Gli utenti sono spinti dall’evoluzione a modificare la tradizionale visione delle loro topologie classiche — centrale-rete-utente — verso una produzione più distribuita. La generazione da fonti diffuse, come pannelli solari installati sui tetti e turbine eoliche, diventa sempre più comune, mentre le caratteristiche e le differenze tra reti di distribuzione e di trasmissione iniziano a confondersi. Inoltre, la risposta alla domanda è una tecnica di gestione della rete in cui ai clienti, sia al dettaglio sia all’ingrosso, è richiesto di ridurre elettronicamente o manualmente il proprio carico. Attualmente, gli operatori delle reti di trasmissione impiegano la risposta alla domanda per richiedere la riduzione del carico da parte dei grandi consumatori di energia, come ad esempio gli impianti industriali, attraverso servizi di interrompibilità.
Con l’interconnessione diffusa e la concorrenza aperta in un’economia di libero mercato, si è iniziato a favorire e persino a incoraggiare la generazione distribuita (DG). I generatori di piccole dimensioni, di solito non di proprietà del gestore del servizio elettrico, possono essere messi online per contribuire alla fornitura di potenza necessaria. La più piccola unità produttiva in questa struttura può essere rappresentata da un proprietario di casa con un eccesso di energia proveniente dal proprio pannello solare o, più raramente, da una piccola turbina eolica. Può trattarsi anche di un piccolo ufficio con un generatore diesel. Queste risorse possono essere condivise in rete su iniziativa del gestore o del produttore primario, per fornire e vendere elettricità. Molti piccoli produttori individuali sono autorizzati a rivendere elettricità alla rete allo stesso prezzo che avrebbero pagato per acquistarla. Numerose iniziative sono in corso per sviluppare una "smart grid". Negli Stati Uniti, l’Energy Policy Act del 2005 e il Titolo XIII dell’Energy Independence and Security Act del 2007 hanno stanziato fondi per favorire lo sviluppo delle smart grid. L’obiettivo è aumentare la flessibilità sia della generazione sia del consumo, per mantenere costantemente in equilibrio produzione e domanda di energia elettrica. A tal fine, si propongono dispositivi in grado di assorbire energia dalla rete non solo in base alle necessità del consumatore, ma anche in funzione della disponibilità di energia in rete. In alcuni casi, i consumatori sono incentivati con tariffe differenziate in base al momento di utilizzo dell’energia. Gli investimenti e le tecnologie puntano a garantire una maggiore robustezza e controllo del sistema energetico. (si veda anche la sezione "Tendenze future" in questa stessa voce).
Sono stati progettati e proposti vari sistemi per aumentare significativamente la capacità di trasmissione, noti come griglie super o mega-grid. L'idea di base è che, se le fonti di energia rinnovabile possono vendere elettricità a mercati lontani, si incrementa l'utilizzo di fonti intermittenti grazie al loro bilanciamento su vaste aree geografiche e alla rimozione delle congestioni che ostacolano la creazione di mercati dell'energia efficienti. Il costo elevato di questi progetti e le difficoltà tecniche legate alla realizzazione di nuove linee, soprattutto in aree densamente abitate, rappresentano i principali ostacoli alla costruzione di supergrid. Uno studio su una potenziale super rete europea ha stimato che sarebbero necessari oltre 750 GW di nuova capacità di trasmissione per consentire incrementi di potenza tramite 5 linee HVDC da 1 GW ciascuna.  Una proposta recente di TransCanada per una linea HVDC da 1.600 km e 3 GW ha stimato un costo di 3 miliardi di dollari statunitensi (circa 2,73 miliardi di euro), richiedendo un’ampia area di transito.  In India, una proposta di linea HVDC da 1.850 km con capacità di 6 GW è stata valutata a 790 milioni di dollari (circa 720 milioni di euro), con la necessità di ottenere ampi diritti di passaggio.  Considerando i 750 GW di nuova capacità HVDC richiesti per una supergrid europea, il consumo di suolo e i costi economici per costruire simili infrastrutture sarebbero estremamente rilevanti.

## Tendenze future
Si prevede che la rete elettrica evolverà verso un nuovo paradigma: la smart grid, che rappresenta un significativo miglioramento tecnico e concettuale rispetto alle reti elettriche tradizionali del XX secolo. Le reti elettriche convenzionali sono generalmente progettate per trasportare energia da pochi grandi impianti di generazione centralizzati verso un ampio numero di utenti finali. Al contrario, la smart grid emergente integra flussi bidirezionali di energia elettrica e informazioni, creando una rete di distribuzione avanzata, automatizzata e decentralizzata. Questo approccio consente una gestione più efficiente, affidabile e flessibile dell’energia, facilitando l’integrazione di fonti rinnovabili distribuite e la partecipazione attiva degli utenti alla rete. Numerosi progetti di ricerca sono stati avviati per approfondire il concetto di smart grid. Secondo un recente sondaggio sulle smart grid, la ricerca si concentra principalmente su tre ambiti: il sistema infrastrutturale, il sistema di gestione e il sistema di protezione.
Il sistema infrastrutturale comprende l’energia, le informazioni e i sistemi di comunicazione che costituiscono la base della rete intelligente, supportando la generazione, la trasmissione, la distribuzione e il consumo di energia elettrica. Include inoltre la raccolta, la trasmissione e l’immagazzinamento dei dati di misurazione, monitoraggio e controllo, nonché le tecnologie avanzate di comunicazione necessarie per queste funzioni.Nel passaggio dalla rete elettrica tradizionale a una di tipo smart grid, l’infrastruttura prevalentemente fisica viene progressivamente sostituita da sistemi di gestione digitale e automatizzata. Questo cambiamento introduce nuove esigenze tecnologiche e modifiche strutturali profonde, rappresentando una delle sfide più rilevanti mai affrontate dal settore energetico.
Una rete intelligente permette all’industria di controllare il proprio sistema produttivo con maggiore precisione nel tempo e nello spazio, favorendo ottimizzazioni significative. Consente inoltre ai clienti di ottenere risparmi economici, promuove una società orientata alla green economy con un minore impatto ambientale, garantisce maggiore affidabilità e potenza, e offre una qualità complessiva superiore rispetto alle reti tradizionali. Il modello superato della rete a griglia legacy non permetteva la trasmissione in tempo reale delle informazioni dalla rete, ostacolando uno degli obiettivi principali della rete intelligente: la gestione dinamica e in tempo reale della rete stessa, al fine di migliorarne l’efficienza e semplificarne il funzionamento. In sintesi, lo smart grid consente la gestione della produzione e della trasmissione dell’energia basandosi sui dati di ritorno provenienti dalle sezioni di rete e dagli utenti finali, realizzando così un sistema di rete a retroazione (feedback). Questa nuova tipologia di rete permette di gestire la logistica energetica e di visualizzare gli effetti del funzionamento della rete su diverse scale temporali con adeguata risoluzione. Consente inoltre il monitoraggio continuo e l’intervento correttivo tramite dispositivi operanti su differenti scale temporali, che possono rispondere a eventi imprevedibili come raffiche di vento a scala di microsecondi, variazioni dei campi magnetici solari a scala di minuti, o previsioni delle emissioni future di anidride carbonica derivanti dalla produzione energetica su scala decennale.
Il sistema di gestione è il sottosistema di rete intelligente che fornisce servizi di gestione e di controllo avanzati. La maggior parte delle reti esistenti mirano a migliorare la propria efficienza energetica ottimizzando sia la risposta al profilo della domanda, che i costi e le emissioni, in base alle infrastrutture esistenti con l'utilizzo di algoritmi di apprendimento automatico e di teoria dei giochi. Nel quadro dell'infrastruttura avanzata della rete smart grid si notano invece nuovi servizi di gestione e di applicazioni volti a modificare la vita quotidiana dei consumatori, migliorando il risultato, ottimizzando la produzione e diminuendo ove possibile i costi.
Il sistema di protezione è il sottosistema della rete intelligente che fornisce analisi avanzate sull’affidabilità della rete, sulla protezione da guasti e sui servizi di sicurezza e tutela della privacy. L’infrastruttura avanzata adottata nelle reti intelligenti consente da un lato di implementare meccanismi più efficaci per difendersi da attacchi informatici e gestire gli errori, dall’altro introduce nuove vulnerabilità. Ad esempio, il National Institute of Standards and Technology ha evidenziato che uno dei principali vantaggi della smart grid è la possibilità di acquisire una maggiore varietà e quantità di dati, con un livello di dettaglio elevato proveniente dai contatori intelligenti e dagli altri dispositivi connessi alla rete. Tuttavia, questo elevato grado di monitoraggio può generare importanti problemi di privacy, poiché le informazioni relative al consumo energetico raccolte dai misuratori rappresentano una fonte ricca di dati personali. Queste informazioni potrebbero infatti essere analizzate per ricavare dettagli sulle abitudini quotidiane del consumatore, sui suoi comportamenti, sulle attività svolte e persino su credenze sociali, religiose o modelli comportamentali.